# Hylaeus brevicornis
Hylaeus brevicornis je врста инсекта из реда опнокрилаца и фамилије Colletidae.

## Опис
Једна од две најмање врсте рода Hylaeus. Тело је претежно црно обојено. Оба пола имају кратке антене, мандибуле са три зубића. Код мужјака лице је шире у односу на дужину, други и трећи телесни региони су затупасти, а кутикула је густо пунктирана. Женке имају упарене беле мрље на лицу. Величина тела код оба пола је од 4мм до 6мм.

## Распрострањеност
Цела Европа, северно до Финске, до 1900м у Алпима и Пиринејима.

## Биологија
Лете од маја до септембра. Женке полажу јаја у труло дрвеће и шупљине гранчица жбунастих биљака.  Насељавају отворена станишта у шумама и пашњаке.

## Конзервациони статус
На Црвеној листи IUCN-a означена је као LC (последња брига).

## Синоними
- Hylaeus parvulus Janvier, 1972
- Prosopis brevicornis (Nylander, 1852)